# Cedusa littorea
Cedusa littorea är en insektsart som beskrevs av Yeh och Yang 1993. Cedusa littorea ingår i släktet Cedusa och familjen Derbidae. Inga underarter finns listade i Catalogue of Life.